# Labor Slugger War
Mit Labor Slugger War (am.-engl.: „Krieg der Arbeiter-Schläger“) werden eine Reihe von Auseinandersetzungen in New York City im Umfeld der (gewaltsamen) Arbeitskämpfe von 1913 bis 1927 bezeichnet.
Dabei ging es um die Vorherrschaft im Kern des sogenannten „labor racketeering“; d. h. die Banden stellten Schläger gegen Bezahlung zur Verfügung, die dann in der Regel als Streikbrecher auftraten, aber später auch, um einen Streik gewaltsam durchzusetzen. Häufig wurden dann zum Schluss auf beiden Seiten eines Arbeitskampfes im Prinzip Söldner angeheuert, die den Kampf für die Unternehmens- oder Gewerkschaftsseite entscheiden sollten.

## 1913–1917: Erster Krieg
Im Wesentlichen ist hier eine von 1913 bis 1917 andauernde vierjährige Auseinandersetzung der Banden um die Kosher Nostras Benjamin Fein und Joseph Rosenzweig auf der einen Seite und einem 1911 gegründeten Zusammenschluss kleinerer Banden gegen das Gewaltmonopol der beiden auf der anderen Seite gemeint. 
1912 hielten Benjamin Fein und Joseph Rosenzweig eine Art Gewaltmonopol und beherrschten das Geschäft mit der Überlassung zuverlässiger Schläger. Es kam Ende 1913 zu einer Schießerei mit sehr vielen Beteiligten an der Grand Street und der Forsyth Street. Fein und Rosenzweigs Leute standen dabei den Banden um Billy Lustig, Paul Philip, Little Rhody, Punk Madden, Owney Madden und Moe Jewbach gegenüber. Auf beiden Seiten kam es aber zu keinerlei Verlusten und erst später wurde Paul Philip durch Benny Snyder, einen Killer von Rosenzweig, erschossen.
Als Snyder schließlich von der Polizei gefasst werden konnte, sagte er gegen seinen Boss aus, und Rosenzweig wurde verhaftet. 1915 wurde Fein auf Grund einer Mordanklage verhaftet. Fein, der mit politischer Unterstützung gerechnet hatte, sagte nun ebenfalls aus und elf Mobster und 23 Gewerkschafter wurden angeklagt. Zu einer Verurteilung kam es jedoch nicht.

## 1918–1919: Zweiter Krieg
Die Verhaftungen von Fein und Rosenzweig veränderten die Machtverhältnisse und die neuen Monopolisten über größere Schlägertrupps waren 1917 Nathan Kaplan und Johnny Spanish geworden. Kaplan und Spanish waren vormals Rivalen gewesen, nun formten sie, vor allem aus Ex-Mitgliedern der Five Points Gang, ein italienisch dominiertes Monopol. Aber es kam zu einem internen Streit. Spanish verließ zwar 1918 die gemeinsame Bande, aber beide Fraktionen begannen einen Kampf, der erst am 29. Juli 1919 mit der Ermordung von Johnny Spanish, vermutlich durch Kaplan persönlich, endete.

## 1923: Dritter Krieg
Infolge von Spanishs Tod dominierte Kaplan vier Jahre lang, dann begann sich Anfang der 1920er Jahre mit der Bande um Jacob Orgen, der auch Jack Diamond, Louis Buchalter und Jacob Shapiro angehörten, eine neue Konkurrenz zu zeigen.
Der Konflikt zwischen beiden Gruppen brach anlässlich des Streiks der Wäscherei-Arbeiter Anfang 1923 aus. Quer durch die Stadt kam es zu Schießereien der beiden Gruppen. Bei einer dieser Schießereien wurde Jacob Shapiro Anfang August von einer Kugel getroffen und gab als Schützen bei der Polizei Nathan Kaplan an, den er damit aus dem Verkehr ziehen wollte. Bei der anschließenden Gerichtsverhandlung hielt er seine Aussage aber nicht aufrecht und die Anklage wurde fallen gelassen.
Allerdings wurde Kaplan direkt nach dem Prozess wegen des Tragens einer verborgenen Waffe (Verstoß gegen das Sullivan-Gesetz) angeklagt. Als Kaplan unter polizeilicher Bewachung vor Gericht gebracht werden sollte, wurde er von Louis Kushner (alias Louis Cohen) erschossen. Kushner war eigentlich ein Mann Orgens gewesen und vermutlich  für diese Tat durch Buchalter und Shapiro angeheuert worden, welche diesem eine hohe Belohnung und bedeutende Position nach seiner Haftentlassung versprochen haben sollen. Nach einer frühzeitigen Haftentlassung wurde Cohen jedoch am 28. Januar 1939 auf Befehl von Buchalter getötet. Er sollte zusammen mit Irving Friedman, der am selben Tag ebenfalls ermordet wurde, gegen Buchalter als Belastungszeuge vor Gericht aussagen.

## 1927: Vierter Krieg
Orgen begann sein Schlägermonopol auch für andere Zwecke zu nutzen und stieg unter anderem in den Alkoholschmuggel ein. Ohnehin hatte sich die Geschäftsgrundlage geändert, da die Vorfälle bei den Arbeitskämpfen von staatlicher Seite untersucht wurden. Damit begann die Unterwanderung der Gewerkschaften durch die Mobster, wie Meyer Lansky es angeordnet hatte. Orgen blieb beim alten Geschäftsmodell.
Da er sich einerseits nicht an die Anweisungen hielt und anderseits zum Konkurrenten beim Alkoholschmuggel geworden war, wurde Orgen 1927 durch seine ehemaligen Gefolgsleute Louis Buchalter und Jacob Shapiro ermordet. Bei dem „Drive-by-Shooting“ wurde auch der Bodyguard von Orgen, Jack Diamond, verwundet.
Unter Buchalter wurden nun die Anweisungen von Lansky umgesetzt, die Gewerkschaften infiltriert und der ursprüngliche 'Schlägerdienst' zu einer Tötungsmaschine erweitert, die als Murder, Inc. für das National Crime Syndicate in den 1930er Jahren Mordaufträge erledigte.

## Filme und Filmzitate
In F.I.S.T. – Ein Mann geht seinen Weg von 1978 wird der Streik der fiktiven Transportarbeitergewerkschaft F.I.S.T. durch angeheuerte Schläger unterdrückt; erst als der Gewerkschaftsboss seinen Kontakt zu seinem Jugendfreund nutzt, der ein mächtiger Mobster geworden war, gelingt es ihm die Gleichheit der Kräfte herzustellen und den Streik zu gewinnen. Der Erfolg hat seinen Preis, da die Gewerkschaft damit auf Dauer immer weiter korrumpiert wird. Der Film ist eine Anspielung auf die Unterwanderung der Transportarbeitergewerkschaft der Teamsters unter ihrem legendären Präsidenten Jimmy Hoffa.